# Barebacking

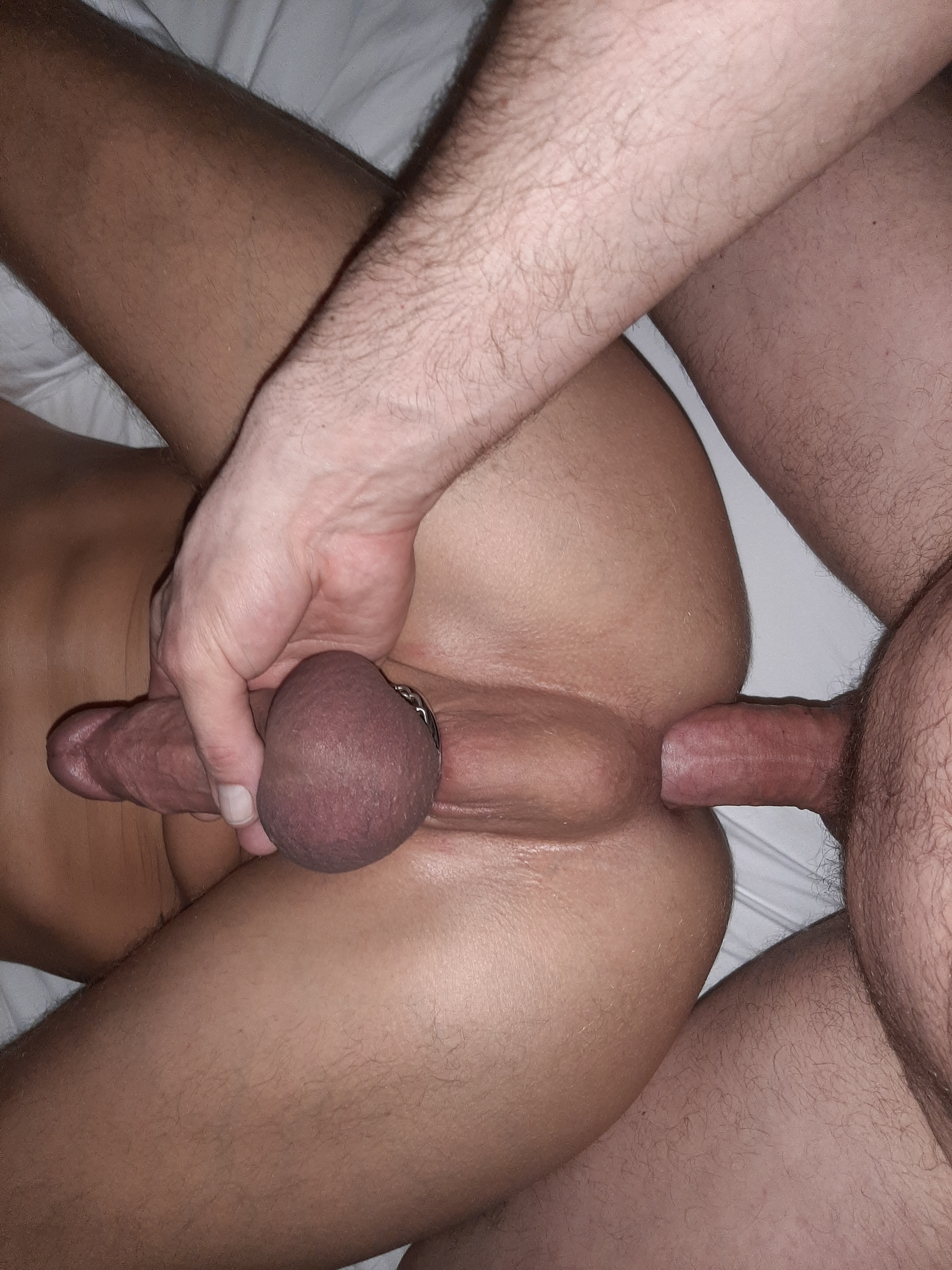
Parella gai fent relacions sexuals sense preservatiu

Barebacking o bareback, es un terme anglès generalment traduït com a sexe a pèl, es va originar en la comunitat gai per descriure actes sexuals sense preservatiu, especialment sexe anal. Tanmateix, l'ús del terme s'ha expandit i ha acabat per abastar qualsevol tipus d'acte sexual amb penetració en la qual no es fa servir condó. Els practicants del bareback senten atracció i/o excitació a practicar sexe sense preservatiu o condó. Aquesta pràctica es troba en completa contraposició al sexe segur, així que no és recomanada per als qui practiquen el sexe ocasional, a causa de l'alt risc de contreure una de les infeccions de transmissió sexual existents per contacte de fluids.
El terme prové del món eqüestre, ja que barebacking significa "muntar en cavall sense cadira" o simplement "muntar a pèl".

## Glossari
- Raw sex: "sexe pell a pell" (skin to skin) és un altre terme emprat per designar al bareback.
- Barebacking parties: Reunions de sexe en grup on no es permet l'ús de preservatius. Aquí podem trobar dos tipus:

All positive barebackingparties, tots són seropositius.
All negative barebacking parties, tots són seronegativos.
- Bug chasers: Aquells que busquen ser infectats amb VIH
- Gift givers: Persones seropositiu que desitgen infectar a un bug chaser.
- Conversion parties: Reunions de sexe grupal en les quals els bug chasers busquen ser infectats pels gift givers.
- Russian roulette parties: Festes que reuneixen a persones seropositives i seronegativas. Equiparables a una ruleta russa, on els negatius corren risc d'infecció durant les pràctiques sexuals.
- Fuck of death: Acte sexual durant el qual es produeix la infecció per VIH.[4]